# Rolls-Royce Phantom I
De Rolls-Royce Phantom I werd in 1925 geïntroduceerd als opvolger van de Silver Ghost. Net als die voorganger werd de Phantom zowel in het Verenigd Koninkrijk (Derby) als in de Verenigde Staten (Springfield) gebouwd. De introductie van het Amerikaanse model liep daarbij steeds één jaar achter op de Britse. De opvolging gebeurde telkens twee jaar later. Deze Phantom heette oorspronkelijk 40/50 New Phantom en werd Phantom I genoemd na de introductie van zijn opvolger, de Phantom II.
Een belangrijke verbetering ten opzichte van de Silver Ghost was de nieuwe zes-in-lijn motor. Destijds behoorde die tot het neusje van de zalm. Deze 7668 cc I6 was zeer geschikt om de grote en zware Phantom te doen bewegen. De topsnelheid lag rond de 145 km/u.
Tot de verschillen tussen de Britse en de Amerikaanse versie behoren onder meer de wielbasis. De basislengte was voor beide 3644,9 mm maar de modellen met lange wielbasis waren met 3822,7 mm in het VK langer dan de 6721,1 mm in de VS. Verder hadden de Britse modellen een vierversnellingsbak terwijl de Amerikaanse een drieversnellingsbak hadden. In het VK werden uiteindelijk 2269 stuks gebouwd, in de VS 1243.

## Bekende eigenaars
- A.E. Bell, stichter van het Bel Aire Hotel in Los Angeles (VS)

Huidige modellen:
Ghost ·
Spectre ·
Phantom VIII ·
Cullinan

Recente modellen:
Wraith ·
Dawn ·
Phantom VII · 
Silver Seraph ·
Corniche 2000 ·
Phantom Coupé ·
Phantom Drophead Coupé

Historische modellen na de Tweede Wereldoorlog:
Silver Wraith ·
Silver Dawn ·
Phantom IV ·
Phantom V ·
Phantom VI ·
Silver Cloud ·
Silver Shadow ·
Corniche I-IV ·
Silver Spirit/Silver Spur I-IV ·
Camargue

Historische modellen voor de Tweede Wereldoorlog:
10 HP ·
Silver Ghost ·
20/25/30 HP ·
Phantom I ·
Phantom II ·
Phantom III ·
Wraith

Conceptauto's:
100EX ·
101EX ·
200EX